# ألفي ماكلويد
ألفي ماكلويد هو سياسي كندي، ولد في 10 مارس 1956 في سيدني ‏ في كندا. نشط حزبياً في جمعية المحافظين التقدمية لنوفا سكوشا. وقد انتخب عضو مجلس نواب نوفا سكوشا ‏.